# Neira (rivière)
Pour les articles homonymes, voir Neira.
Le Neira est un cours d’eau espagnol d'une longueur de 56 km qui coule dans la communauté autonome de la Galice.

## Source de la traduction
- (es) Cet article est partiellement ou en totalité issu de l’article de Wikipédia en espagnol intitulé « Río Neira » (voir la liste des auteurs).